# Shorea rugosa
Shorea rugosa är en tvåhjärtbladig växtart som beskrevs av Georg Christoph Heim. Shorea rugosa ingår i släktet Shorea och familjen Dipterocarpaceae. Inga underarter finns listade i Catalogue of Life.